# The Town (film 1944)
The Town è un documentario del 1944 diretto da Josef von Sternberg.

## Trama
Questo documentario è un film propagandistico girato nella città di Madison, in Indiana, nel periodo in cui gli Stati Uniti d'America sono entrati nella seconda guerra mondiale, e mette in luce la convivenza pacifica delle comunità di diversa origine: in particolare tedeschi, olandesi, italiani e cecoslovacchi.